# Castellaniella
Castellaniella es un género de bacterias gramnegativas de la familia Alcaligenaceae. Fue descrito en el año 2006. Su etimología hace referencial bacteriólogo Aldo Castellani. Anteriormente, formaba parte del género Alcaligenes. Son bacterias anaerobias facultativas y en general móviles. Se suelen encontrar en suelos y lodos. 

## Taxonomía
Actualmente existen 7 especies descritas:
- Castellaniella caeni
- Castellaniella daejeonensis
- Castellaniella defragrans
- Castellaniella denitrificans
- Castellaniella fermenti
- Castellaniella ginsengisoli
- Castellaniella hirudinis